# Candido Del Buono
Candido Del Buono (Firenze, 1618 – Campoli in Val di Pesa, 1676) è stato uno scienziato italiano.

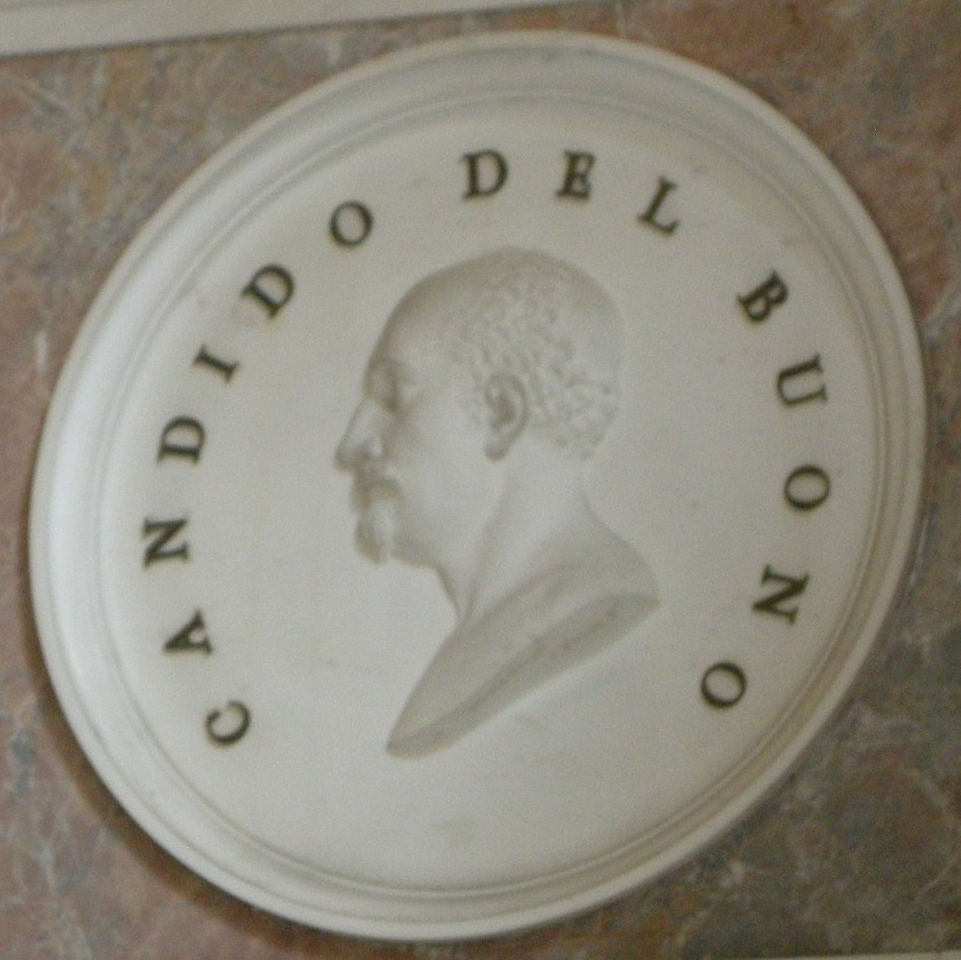
Medaglione di Candido Del Buono

Sacerdote fiorentino, frequentò con suo fratello Paolo (1625-1659) le lezioni di matematica di Famiano Michelini (1604-1665). Fu Camarlingo dell'Ospedale di Santa Maria Nuova di Firenze e membro dell'Accademia del Cimento, in seno alla quale presentò vari strumenti di sua invenzione. Dai documenti non è chiaro se sia da attribuire a lui, o al fratello Anton Maria, l'invenzione della cosiddetta "arcicanna", un complesso sistema che risolveva alcuni problemi tipici dei cannocchiali di grandi dimensioni della seconda metà del XVII secolo.